# Marcelle Barbey-Gampert
 (août 2024).
Marcelle Barbey-Gampert, née le 30 octobre 1895 et morte le 12 mai 1987, est une botaniste, géologue et climatologue suisse connue pour ses études phytogéographiques des pics d'Europe.

## Biographie
Marcelle Barbey-Gampert naît Marcelle Gampert le 30 octobre 1895.
Elle épouse en 1918 Edmond Gustave Barbey, banquier associé chez Lombard Odier, petit-fils du côté maternel du conseiller fédéral et président du Comité international de la Croix-Rouge Gustave Ador et petit-fils du côté paternel du botaniste et homme politique William Barbey. Ils ont un enfant.
Elle meurt le 12 mai 1987, à l'âge de 91 ans.

## Travaux
- M. Barbey-Gampert, « Esquisse de la Flore des Picos de Europa », Bull. Soc. Bot, Genève, 2e série, vol. 12,‎ 1921, p. 220–245 (lire en ligne, consulté le 3 août 2024)

## Éponymie
Barb.-Gamp. est l’abréviation botanique standard de Marcelle Barbey-Gampert(en) « Barb.-Gamp. » (consulté le 3 août 2024).
Consulter la liste des abréviations d'auteur en botanique ou la liste des plantes assignées à cet auteur par l'IPNI, la liste des champignons assignés par MycoBank, la liste des algues assignées par l'AlgaeBase et la liste des fossiles assignés à cet auteur par l'IFPNI.